# Ciaran Clark
Ciaran Clark (Harrow, Inglaterra, 26 de septiembre de 1989) es un futbolista internacional con la República de Irlanda que juega de defensa y se encuentra sin equipo tras abandonar el Stoke City F. C.
Fue capitán de Inglaterra en las categorías sub-18 y sub-19. En octubre de 2010 declaró su ambición de jugar para la República de Irlanda. Él fue llamado a la selección nacional un mes más tarde para el partido amistoso contra Noruega, e hizo su debut contra Gales el 8 de febrero de 2011.

## Trayectoria
Clark se incluyó en los escuadrones de los amistosos de pretemporada y la Copa de la Paz 2009. El 30 de agosto de 2009, hizo su debut en la victoria por 2-0 ante el Fulham. Con Curtis Davies no disponible debido a una lesión, a los diecinueve años de edad, fue titular en la defensa junto a Carlos Cuéllar. Él ayudó a mantener la portería a cero y casi marcó su debut con un gol, pero envió a sus cabeceras pulgadas de ancho. Garth Crooks de la BBC llamado al joven en su equipo de la semana. Aunque la alianza era formidable, los nuevos fichajes de James Collins y Richard Dunne lo limitó a la banca, que fue desviado para entrar en el primer equipo de forma regular dentro de varios años. En noviembre de 2009, firmó una extensión de contrato hasta el 2012.
Segunda aparición de Clark con la camiseta Aston Villa llegó a Villa Park cuando el conjunto local venció al Brighton y Hove Albion por 3-2 en la FA Cup 2009-10.
Clark comenzó en los primeros dos partidos de Liga de la temporada 2010-11: contra el West Ham United, en asociación Richard Dunne y mantener la portería a cero, y luego contra el Newcastle United. Clark también fue titular en el primer partido de Gérard Houllier como nuevo gerente de Villa, ante el Blackburn Rovers en la Copa de la Liga. A continuación, comenzó el partido contra su rival local Birmingham City en el centro del campo y continuó en el papel contra el Fulham y Blackpool debido a la crisis de lesión del club. El 27 de noviembre de 2010, Clark marcó sus dos primeros goles para el club en una derrota por 4-2 ante el Arsenal F.C. en casa. Anotó un gol minuto 91 ante el Chelsea, el 2 de enero de 2011 para rescatar un punto.
Clark anotó su primer gol de la Copa FA por el club contra Bristol Rovers el 29 de enero de 2012, con una fantástica jugada individual, incluyendo stepovers y una huelga de pierna izquierda acurrucado en la esquina inferior.
El 25 de agosto de 2012, fue expulsado ante el Everton por una falta sobre Nikica Jelavic. El 3 de septiembre de 2012, marcó su primer gol de la temporada en el empate 1-1 con el Newcastle United. El 8 de diciembre de 2012, después de que el capitán de la juventud de Villa y en los lados de reserva, se le entregó a Clark el brazalete de la selección absoluta por primera vez en el empate 0-0 en casa ante el Stoke City FC, después de Gabriel Agbonlahor, que había comenzado el partido como capitán sustituido por Darren Bent . luego siguió su papel inicial como capitán realizando el papel de nuevo, esta vez para los 90 minutos, 3 días más tarde en una victoria por 4-1 en la Copa de la liga ante el Norwich City FC que clasificó al Aston Villa para semifinales.

## Clubes
| Club                            | País       | Año       |
| ------------------------------- | ---------- | --------- |
| Aston Villa F. C.               | Inglaterra | 2009-2016 |
| Newcastle United F. C.          | Inglaterra | 2016-2023 |
| Sheffield United F. C. (cedido) | Inglaterra | 2022-2023 |
| Stoke City F. C.                | Inglaterra | 2023-2024 |